# Février 1849

## Événements
- Février - mars (Seconde guerre britanno-sikh) : victoires britanniques sur les Sikhs aux batailles de Gujrât (21 février) et de Chenab (21 mars), suivies de la capitulation des Sikhs.

- 9 février : proclamation de la République romaine.

- 22 février : la proclamation de la République romaine provoque l'intervention autrichienne.

- 25 février, France : Hugo : « Dans la nuit du 25 février, sur des indications précises, la police a fait une descente à Neuilly. On a saisi là une trentaine d'individus occupés à faire de la poudre et des balles. C'était une vraie fabrique. Une centaine ont échappé et se sont sauvés par les fenêtres à l'arrivée des agents. Les autres, pris en flagrant délit, ont été conduits à la préfecture. Ces hommes travaillaient dans une espèce de cave au fond de laquelle ils avaient construit une étrange chapelle ; c'était une potence peinte en rouge entourée de drapeaux rouges groupés avec des bonnets rouges. B. me l'a conté le lendemain en me disant : - La république ancienne avait sainte Guillotinette. Est-ce que la république future aura sainte Potence ? ».

- 26 février :
  - France : inauguration de la section de ligne de Compiègne à Noyon (ligne de Creil à Saint-Quentin) par la Compagnie du chemin de fer du Nord.
  - Victoire du feld-maréchal Windischgrätz sur les Hongrois à Kápolna.

- 28 février : ouverture d'une ligne régulière de bateaux à vapeur entre la côte Est et la Californie par le cap Horn.

## Naissances
- 18 février : Jérôme Eugène Coggia (mort en 1919), astronome français.
- 24 février : Franz Skarbina, peintre allemand († 18 mai 1910).

## Décès
- 11 février : Luigi Ademollo, peintre italien (° 30 avril 1764).
- 15 février : Pierre François Verhulst (né en 1804), mathématicien belge.